# Route nationale 804
Die Route nationale 804, kurz N 804 oder RN 804, war eine französische Nationalstraße in der Normandie.
Die Straße existierte von 1933 bis 1973. Sie verlief in dieser Zeit zwischen einer Kreuzung mit der Route nationale 800 südwestlich von Cherbourg-Octeville und einer Kreuzung mit der Route nationale 802 bei Barneville-Carteret in Nord-Süd-Richtung.
Ihre Länge betrug 31 Kilometer. In der ersten Festlegung 1933 hatte sie die Trasse der N 802 zugeteilt bekommen. Diese beiden Streckenführungen wurden im selben Jahr noch getauscht.